# 馬泰伊鄉 (比斯特里察-訥瑟烏德縣)
46°59′00″N 24°17′00″E / 46.9833°N 24.2833°E
馬泰伊鄉（羅馬尼亞語：Comuna Matei, Bistrița-Năsăud），是羅馬尼亞的鄉份，位於該國西北部，由比斯特里察-訥瑟烏德縣負責管轄，面積86平方公里，海拔高度330米，2007年人口2,895，人口密度每平方公里34人。